# Anadolua rammei
Anadolua rammei är en insektsart som beskrevs av Karabag 1952. Anadolua rammei ingår i släktet Anadolua och familjen vårtbitare. Inga underarter finns listade i Catalogue of Life.